# 五工台镇
五工台镇，是中华人民共和国新疆维吾尔自治区昌吉回族自治州呼图壁县下辖的一个乡镇级行政单位。

## 行政区划
五工台镇下辖以下地区：
河西社区、乱山子村、中渠村、龙王庙村、十九户村、五工台村、西树窝子村、十户村、大泉村、小泉村、林场村、幸福村和百泉村。